# Tudo Esclarecido
Zélia Duncan canta Itamar Assumpção - Tudo Esclarecido é o nono álbum de estúdio (e o décimo quarto no total) da cantora brasileira Zélia Duncan. O álbum é um tributo ao já falecido cantor e compositor Itamar Assumpção, de quem Duncan já havia cantado outras músicas em álbums passados. O álbum foi lançado em 27 de novembro de 2012. 
O lançamento do mesmo foi antecipado pelo single "Tua Boca".
Para promover o álbum, a partir de 03 de Janeiro de 2013, Duncan embarcou na turnê "Tudo esclarecido", primeiramente em São Paulo.  A turnê chegou ao Rio de Janeiro em abril do mesmo ano.
Faz alguns anos, comecei a dizer que, um dia, gravaria um disco só de Itamar Assumpção. Ao longo do tempo e dos meus álbuns, disfarçadamente já fui fazendo isso. Ao todo, 11 faixas, espalhadas pela minha vida fonográfica, já deixavam os rastros de sua importância pra mim, até este momento. Agora, como se eu tivesse finalmente engolido a orquídea, flor que ele tanto amava, me transformo de uma vez por todas em uma daquelas do seu jardim. Nos anos 80, só pensava em ir pra Sampa, batalhar uma vaga como sua vocalista. Isso não acontece, mas eu nunca vou deixar de me sentir uma delas. Mastigo suas palavras, mais vivas do que nunca. Elas me dão nutrientes, oxigênio, pétalas, cores, perfumes e cheiros fortes de terra fértil e negra. Este é um álbum ainda mais egoísta do que os meus anteriores. Ele existe porque eu amo Itamar e ponto final. Porém, me redime, porque preciso e quero muito dividi-lo com cada incauto ouvinte, que passar por aqui – que, adoraria, fossem muitos. Não há aqui, nenhuma pretensão didática ou cronológica. É uma gota no oceano caudaloso e precioso de sua obra. Ney Matogrosso e Martinho da Vila, me fizeram explodir de emoção nas gravações e na cumplicidade em relação à importância de ter a música de Itamar cada vez mais entre nós. Kassin e os músicos por ele escolhidos encheram de sol e som os caminhos do bendito Beleléu Assumpção. Mais do que cantora de Itamar, sou sua devotada ouvinte e aprendiz. Entre os casos esquecidos, estão as melhores lembranças. Entre as coisas perdidas, estão os melhores achados. Tudo Esclarecido.— Zélia Duncan, sobre o álbum

## Prêmios
| Ano  | Recipiente       | Categoria                                                                | Resultado |
| ---- | ---------------- | ------------------------------------------------------------------------ | --------- |
| 2013 | Tudo Esclarecido | Prêmio da Música Brasileira de Melhor Álbum Pop/Rock/Reggae/Hip Hop/Funk | Venceu    |
| 2013 | Zélia Duncan     | Prêmio da Música Brasileira de Melhor Cantora                            | Venceu    |

## Lista de faixas
Das treze faixas do álbum, seis são inéditas e sete são regravações de músicas menos conhecidas. 
A faixa que fecha o álbum, "Zélia Mãe Joana" foi um presente do próprio Assumpção para Zélia, dada em uma folha de calendário, assim como outras músicas. 
"É de estarrecer" contém algumas frases em Língua inglesa, cantada tanto por Zélia quanto por Martinho da Vila, com quem ela divide os vocais da canção.
As faixas inéditas são: "A gruta da solidão", "Quem Mandou", "Tudo Esclarecido", "Não é por aí", "É de estarrecer" e "Zélia Mãe Joana".
| Zélia Duncan canta Itamar Assumpção - Tudo Esclarecido |                                                                   |                       |         |  |
| N.º                                                    | Título                                                            | Compositor(es)        | Duração |  |
| 1.                                                     | "Tua boca"                                                        | Itamar Assumpção      | 4:08    |  |
| 2.                                                     | "Cabelo duro" (Com citação de "Justo você, Berenice")             | Assumpção             | 2:57    |  |
| 3.                                                     | "Isso não vai ficar assim" (Com a participação de Ney Matogrosso) | Assumpção             | 2:39    |  |
| 4.                                                     | "Mal menor"                                                       | Assumpção             | 4:27    |  |
| 5.                                                     | "A gruta da solidão"                                              | Assumpção             | 2:57    |  |
| 6.                                                     | "Quem mandou"                                                     | Assumpção, Alice Ruiz | 2:19    |  |
| 7.                                                     | "Tudo esclarecido"                                                | Assumpção, Ruiz       | 2:48    |  |
| 8.                                                     | "Noite torta"                                                     | Assumpção             | 3:53    |  |
| 9.                                                     | "Enquanto penso nela"                                             | Assumpção             | 2:09    |  |
| 10.                                                    | "Vê se me esquece"                                                | Assumpção, Ruiz       | 3:12    |  |
| 11.                                                    | "Não é por aí"                                                    | Assumpção, Ruiz       | 3:23    |  |
| 12.                                                    | "É de estarrecer" (com participação especial de Martinho da Vila) | Assumpção, Ruiz       | 2:54    |  |
| 13.                                                    | "Zélia mãe Joana"                                                 | Assumpção             | 1:52    |  |

## Banda
- Zélia Duncan - violão
- Kassin - baixo acústico, baixo, guitarra dobro, lap steel, sintetizador
- Stephane Sanjuan - bateria, tímpano e percussão
- Thiago Silva - bateria e percussão
- João Callado - cavaco
- Marlon Sette - trombone
- Luis Filipe de Lima - violão 7 cordas
- Pedro Sá - guitarra, violão
- Christiaan Oyens - dobro slide, guitarra, violão havaiano, violão, lap steel, bateria e percussão
- Marcelo Jeneci - teclados e acordeom

## Uso em trilhas sonoras
- "Enquanto Penso Nela" foi incluída na trilha sonora do remake da novela Saramandaia, exibida pela Rede Globo de Televisão em 2013.